# Scarabaeus vethi
Scarabaeus vethi är en skalbaggsart som beskrevs av Lansberge 1886. Scarabaeus vethi ingår i släktet Scarabaeus och familjen bladhorningar. Inga underarter finns listade i Catalogue of Life.